# Прапор Квінсленду

Прапор губернатора штату

Прапор Квінсленда в нинішньому вигляді розроблений Вільямом Хеммантом — Секретарем Казначейства Квінсленда в 1876. Початковий варіант прапора заснований на Юніон Джеку із зображеною короною королеви Вікторії на тлі мальтійського хреста блакитного кольору. Наразі цей прапор є прапором Губернатора штату.
Дизайн прапора змінений за вимогами жителів штату. Після смерті королеви Вікторії корона була замінена на мальтійський хрест.